# Olha Basarab
Pour les articles homonymes, voir Basarab.
Olha Basarab (en ukrainien : Ольга Михайлівна Басараб), née le 1er septembre 1889 et morte le 12 février 1924, est une militante politique ukrainienne membre de l'Organisation militaire ukrainienne (UVO), qui a mené à la fois un travail caritatif et humanitaire reconnu par la Croix-Rouge internationale, ainsi que des activités militaires. Elle est aussi une cadre de la section de Lviv de l'Union des femmes ukrainiennes.
Elle est arrêtée par la police polonaise après avoir été accusée de travailler avec l'UVO et d'espionner pour le compte de l'Allemagne (avec qui l'UVO collaborait). Des documents indiquant une coopération avec les services de renseignement allemands sont trouvés chez elle. Plusieurs récits de sa mort en prison existent, allant du suicide au meurtre. Par la suite, elle est considérée comme une martyre et une source d'inspiration pour les Ukrainiens.

## Biographie
Elle naît sous le nom d'Olha Levytska en 1889, près de la ville de Rohatyn. Elle est issue de la petite noblesse. En 1912, elle assiste à une réunion organisée par Konstantyna Malytska (en) pour le Comité des femmes de Lviv, afin de se préparer à la guerre. Olena Zalizniak (en), Mariia Biletska (en) et Olena Stepaniv participent aussi à la réunion. Ces femmes vont recommander que l'argent collecté auprès du Fonds national de combat soit utilisé pour financer les tirailleurs ukrainiens du Sich (en).

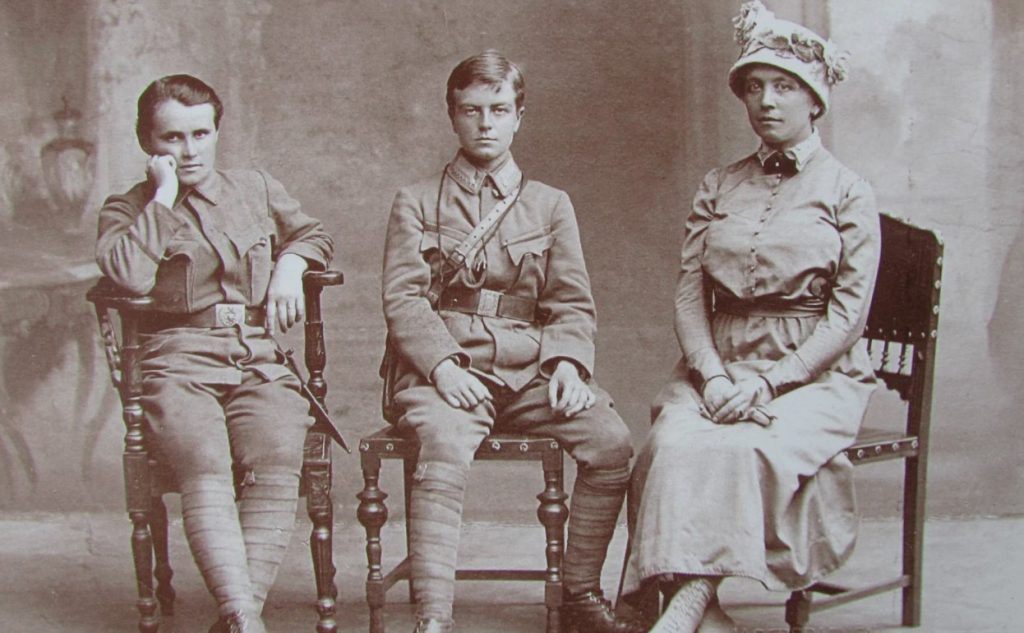
Hanna Dmyterko, Sofia Halechko et Olha Basarab à Vienne en 1917.

En 1914, elle épouse Dmytry Basarab, qui meurt en combattant pour l'Autriche-Hongrie sur le front italien en 1915. Pendant la Première Guerre mondiale, Olha Basarab est membre du premier peloton féminin des tirailleurs ukrainiens du Sich, une unité de volontaires ukrainiens de l'armée autrichienne. Après la guerre, entre 1918 et 1923, elle travaille comme comptable à l'ambassade d'Ukraine à Vienne. Elle voyage au Danemark, en Allemagne, en Norvège et dans d'autres pays, afin de recueillir des renseignements militaires et politiques. Elle est impliquée dans des œuvres caritatives qui ont pour objectif d'aider des soldats et des civils blessés, et elle est reconnue par la Croix-Rouge internationale pour ses efforts. Elle est aussi membre de l'Union des femmes ukrainiennes, appartenant au comité de direction de la section de Lviv.
En 1923, elle commence à travailler avec l'Organisation militaire ukrainienne (UVO), où son agent de liaison est le colonel Eugene Konovalets. Elle est accusée par les autorités polonaises de travailler avec les services de renseignement allemands et ukrainiens bolcheviques en Pologne et d'appartenir à l'UVO, responsable d'assassinats de Polonais et d'Ukrainiens. Après son emprisonnement, des documents concernant sa coopération avec les services de renseignement allemands sont trouvés. En mai 1923, l'UVO avait en effet signé un accord avec les services de renseignement allemands selon lequel l'organisation mènerait un travail d'espionnage contre la Pologne tandis que la République de Weimar devait lui fournir une aide financière et du matériel militaire.
Olha Basarab meurt en prison dans des circonstances obscures. Le gouvernement polonais est suspecté de l'avoir torturée à mort, bien que cette accusation n'a jamais été prouvée,. Martha Bohachevsky-Chomiak, de l'Institut canadien des études ukrainiennes, affirme que le gouvernement polonais a initialement présenté sa mort comme un suicide, mais l'exhumation ultérieure de son corps a montré qu'elle avait été assassinée sous leur garde. La mort d'Olha Basarab entraîne des protestations de l'Ukraine, des demandes d'enquête de la part de parlementaires ukrainiens du Parlement polonais, des députés polonais de confession juive souhaitant par ailleurs étudier les conditions de détention dans les prisons polonaises. Le corps d'Olha Basarab est exhumé le 26 février et l'expert médico-légal polonais déclare qu'elle est morte par pendaison. Il refuse d'identifier publiquement les ecchymoses sur son corps comme étant le résultat de coups, bien que son assistant a déclaré qu'il lui avait dit lors de l'autopsie que le corps présentait ce genre de traces. Des rumeurs se répandent alors à Lviv selon lesquelles la police serait responsable de tortures en utilisant des décharges électriques.